# Costi Herold
Constantin (Costi) Herold (n. 4 februarie 1912, Moreni, Dâmbovița, România – d. 28 iulie 1984, București, România) este un fost sportiv român, practicant a 14 discipline sportive în competiții oficiale. Ca antrenor și-a dedicat experiența în slujba baschetului, caștigând 10 titluri de campion național cu echipa CCA (Steaua București) și primind titlul de "Antrenor Emerit". A fost poreclit de către elevii săi „Unchiul”.

## Biografie
Constantin Herold s-a născut la 4 februarie 1912 la Moreni, județul Dambovița, pe atunci o așezare mică dar vestită prin bogăția aurului negru ascuns în adîncurile pămînturilor sale.
A început să facă sport la o vîrstă cînd încă nu deslușise bine la școală rostul primelor litere din abecedar. Fotbalul a fost bineînțeles pasiunea debutului, iar mica asociație M.A.T.I.L.U.S (Mingea atrage tinerii intelectuali la uzul sportiv), leagănul celor dintîi visuri de jucător.
A devenit apoi cunoscut în comună, la 10 ani, participând pentru prima oară la un mini-concurs de atletism și cîștigînd toate cele 5 probe la care s-au organizat întreceri: aruncarea greutății (în realitate o simplă bucată de fier), săritura în lungime și înălțime, alergări de viteză și rezistență (cca 600–700 m, în jurul unei grădini).
A urmat apoi un popas scurt la liceul „Petru și Pavel” din Ploiești; primele două clase în școala unde mai învățau și frații săi mai mari și apoi la internatul profesorului Dumitriu, în curtea căruia are prilejul să-și încerce îndemînarea lucrînd pentru întîia oară la aparatură de gimnastică specială și unde printre altele face cunoștință cu un disc adevărat, cu o greutate reglementară, și continuă să joace mai ales fotbal.
Toamna anului 1926 marchează începutul unuia dintre cele mai fierbinți episoade din biografia lui Costi Herold. Este perioada Brașovului, aceea care fundamentează și pregătește în același timp saltul viitor spre performanțele polisportive. În următorii cinci ani urcă cele dintîi trepte ale afirmării și încearcă bucuria timpurie a propriilor realizări.
În toamna anului 1931, Constantin Herold devine student al Academiei Naționale de Educație Fizică (ANEF) din București. Începe acum o perioadă de activitate foarte complexă, didactică, sportivă și organizatorică. Muncește din greu ca să poată ține pasul cu învățătura și în același timp cu pretențiile unei pregătiri multilaterale necesară obținerii victoriilor în lupta cu metri, cu secundele si adversarii.

## Baschet
A debutat într-o partidă oficială de baschet în vara anului 1934, cu ocazia organizării primului campionat universitar bucureștean. Herold, împreună cu Prunescu, Popescu-Colibași, Balosache și alții, a făcut parte din selecționata A A.N.E.F. (Academia Națională de Educație Fizică), care însă la prima confruntare a suferit o înfrîngere categorică în fata colegilor de la Drept (4-27).
Anul 1937 a însemnat pentru Costi Herold și despărțirea de fotbal. N-a fost o simplă coincidență. Profesor de educație fizică și cu obligații din ce în ce mai mari față de instituție – de Telefoane, în speță –, a fost nevoit într-un fel să se orienteze către o activitate de performanță mai restrânsă, dar nu mai puțin bogată în conținut. Intervalul de timp care începe cu retragerea de pe pista de atletism și de pe terenul de fotbal și se încheie în anul transferului la C.C.A., reprezintă etapa handbalului, a voleiului și baschetului, jocuri care îi vor aduce deținătorului recordului național la decatlon numai satisfacții, printre care și cinstea de a fi căpitan al echipelor reprezentative la volei și baschet.
In anul 1950 „Unchiul" – așa cum încep să-i spună „nepoții" Folbert, Dinescu sau Vasile Popescu, crescuți de el în echipa Telefoanelor și cum îi vor spune apoi toți ceilalți din marea familie a baschetului – găsește resursele necesare, fizice și morale, să-și mai încerce forțele în lupta de sub panou, la o vîrstă la care numai sportivii de excepție sînt capabili s-o facă. Transferat ca jucător la C.C.A., evoluează un timp alături de Folbert, M. Nedef, Stoicescu, Buzaș și Eordogh, se străduiește să pună în valoare întreaga sa experiență și rutină competițională, dorește cu ardoare să-și ducă echipa la titlul de campioană republicană, dar nu obține mai mult decît locul II, în urma unui rival greu de trecut, Dinamo București.
Ceea ce nu a reușit ca jucător, în acești ani ai ultimului popas dinaintea marii renunțări, va reuși din plin ca antrenor al unor „5”-uri de legendă, care vor rămâne înscrise la loc de cinste în cartea de aur a clubului Steaua si a baschetului românesc. Nume din generatii succesive precum Folbert, Nedef, Niculescu, Fodor, Novacek Nedelea, Testiban, Dinescu, Costescu, Erdoch, Ghe. Valeriu, Savu Alin, Barau Ghe., Dimancea, Cimpeanu, Tarau etc., nume cărora li se adaugă și cel al Antrenorului Emerit prof. Constantin Herold, au atras o simpatie publică puțin obișnuită pe terenurile noastre și aprecieri la superlativ, atribuite de reputați specialiști din țară și de peste hotare.

## Cariera de antrenor
1950-1951. A început cariera de antrenor la echipa masculină de baschet "Locomotiva PTT" București, actualul club Rapid de astăzi. Echipa masculină câștigă primul titlu de campioană în 1951, sub denumirea de "Locomotiva PTT" (antrenori Constantin Herold și Vasile Popescu).
1954-1968. Aproape un deceniu și jumătate ca antrenor la clubul Steaua:
- 10 titluri de campioni naționali (1956, 1957 până în 1964, 1966 și 1967);

- 9 participări în Cupa Campionilor Europeni și 3 în Cupa Cupelor;

- victorii de prestigiu obținute în fata unor adversari de mare clasă internațională (Ț.S.K.A. Moscova, Dinamo Tbilisi, Virtus Bologna, Honved, Spartak Sokolovo, Slavia Praga);

- o neegalată performanță, aceea a calificării, în anul 1961, până în semifinalele celei mai însemnate competiții europene de club;

- spectacole entuziasmante, cu tribune aclamînd în picioare fantezia și virtuozitatea unor veritabili vrăjitori ai balonului;

- o echipă mare, capabilă să transforme baschetul în artă.

## Cariera de sportiv
În anul 1966, profesorului Constantin Herold i-a fost conferit titlul de „Antrenor Emerit", ca o recunoaștere a marilor sale merite în munca de instruire și educare a multor generații de sportivi care au preluat de la acest dascăl al performanței flacăra vie a dragostei pentru cultură fizică și sport. S-a amintit atunci, cu ocazia festivității de decernare a acestei înalte distincții, si de activitatea competițională multilaterală desfășurată de Costi Herold, talent complex, manifestat în practicarea a nu mai puțin de 14 discipline sportive.
1. atletism: campion și recordmen național la decatlon și 110 m garduri; membru al echipei naționale.

2. fotbal: jucător și golgeter în divizia B;

3. handbal în „11”: component al echipei naționale și participant la campionatele mondiale din 1937 în Germania;

4-5. volei și baschet: jucător și căpitan al celor două reprezentative ale țării;

6. tir: locul III la campionatele naționale la pușcă, poziția culcat nerezemat, cu performanța de 393 puncte din 400 posibile;

7. schi: campion la proba de patrulă militară;

8. canotaj: participant la campionatul orășenesc la clasa gig-uri;

9. polo pe apă; portar în echipa Telefoane, participantă în campionatul orășenesc;

10. tenis de masă: campion sindical al Capitalei la proba de dublu mixt, împreună cu Coca Bunescu; 

11. tenis de câmp: jucător categoria a Il-a în campionatul orașului București;

12. rugbi: jucător în echipa Telefoane;

13. scrimă: campion universitar al Capitalei la spadă și sabie;

14. gimnastică: membru al echipei model a ANEF-ului în tabăra studențească organizată cu prilejul Olimpiadei din 1936 la Berlin.

## Distincții
- Medalia Muncii (3 septembrie 1962) „pentru contribuția adusă la dezvoltarea mișcării de cultură fizică și sport în Forțele Armate ale Republicii Populare Romîne, cît și pe plan național”[7]

## Legături externe
- en  Constantin Herold la athleticspodium.com